# Coppa Titano 2021-2022
La Coppa Titano 2021-2022 è stata la 64ª edizione della coppa nazionale Sanmarinese, iniziata il 28 settembre 2021 e terminata il 30 aprile 2022. La squadra Tre Fiori ha conquistato il trofeo per l'ottava volta nella sua storia.

## Formula
Le quindici squadre del campionato sammarinese sono state sorteggiate in un tabellone che parte dagli ottavi di finale. Le gare degli ottavi di finale, dei quarti di finale e delle semifinali sono giocate in doppio turno con gare di andata e ritorno, con eventuali tempi supplementari e calci di rigore in caso di pareggio nel doppio turno. La finale si gioca in unico turno. Tutte le squadre partecipanti entrano a partire dagli ottavi di finale, ad esclusione de La Fiorita, vincitrice della scorsa edizione, che entra direttamente ai quarti di finale. Il sorteggio del tabellone è stato effettuato il 31 agosto 2021.

## Calendario
| Fase                        | Turno                | Andata             | Ritorno |
| --------------------------- | -------------------- | ------------------ | ------- |
| Fase a eliminazione diretta |                      |                    |         |
| Ottavi di finale            | 28-29 settembre 2021 | 26-27 ottobre 2021 |         |
| Quarti di finale            | 24 novembre 2021     | 8 dicembre 2021    |         |
| Semifinali                  | 24 aprile 2022       | 27 aprile 2022     |         |
| Finale                      | 30 aprile 2022       | 30 aprile 2022     |         |

## Tabellone
|  | Ottavi di finale | Ottavi di finale | Ottavi di finale | Ottavi di finale | Ottavi di finale |  |  | Quarti di finale | Quarti di finale | Quarti di finale |           |   | Semifinali | Semifinali | Semifinali |         |   | Finale | Finale | Finale |  |
|  |                  |                  |                  |                  |                  |  |  |                  |                  |                  |           |   |            |            |            |         |   |        |        |        |  |
|  |                  |                  |                  |                  |                  |  |  | La Fiorita       | La Fiorita       | 3                |           |   |            |            |            |         |   |        |        |        |  |
|  | Faetano          | Faetano          | 0                | 2                | 2                |  |  | Faetano          | Faetano          | 0                |           |   |            |            |            |         |   |        |        |        |  |
|  | Cailungo         | Cailungo         | 0                | 0                | 0                |  |  |                  |                  |                  |           |   | La Fiorita | La Fiorita | 0          |         |   |        |        |        |  |
|  | Juvenes/Dogana   | Juvenes/Dogana   | 0                | 1                | 1                |  |  |                  |                  | Tre Fiori        | Tre Fiori | 3 |            |            |            |         |   |        |        |        |  |
|  | Pennarossa       | Pennarossa       | 2                | 2                | 4                |  |  | Pennarossa       | Pennarossa       | 0                |           |   |            |            |            |         |   |        |        |        |  |
|  | Fiorentino       | Fiorentino       | 1                | 0                | 1                |  |  | Tre Fiori        | Tre Fiori        | 1                |           |   |            |            |            |         |   |        |        |        |  |
|  | Tre Fiori        | Tre Fiori        | 1                | 2                | 3                |  |  |                  |                  |                  |           |   | Tre Fiori  | Tre Fiori  | 3          |         |   |        |        |        |  |
|  | Folgore          | Folgore          | 1                | 5                | 6                |  |  |                  |                  |                  |           |   |            |            | Folgore    | Folgore | 1 |        |        |        |  |
|  | Libertas         | Libertas         | 1                | 1                | 2                |  |  | Folgore          | Folgore          | 0                |           |   |            |            |            |         |   |        |        |        |  |
|  | Virtus           | Virtus           | 1                | 0                | 1                |  |  | Murata           | Murata           | 0                |           |   |            |            |            |         |   |        |        |        |  |
|  | Murata           | Murata           | 2                | 0                | 2                |  |  |                  |                  |                  |           |   | Folgore    | Folgore    | 2          |         |   |        |        |        |  |
|  | Domagnano        | Domagnano        | 2                | 1                | 3                |  |  |                  |                  | Domagnano        | Domagnano | 0 |            |            |            |         |   |        |        |        |  |
|  | San Giovanni     | San Giovanni     | 1                | 0                | 1                |  |  | Domagnano        | Domagnano        | 2                |           |   |            |            |            |         |   |        |        |        |  |
|  | Cosmos           | Cosmos           | 2                | 2                | 4                |  |  | Tre Penne        | Tre Penne        | 0                |           |   |            |            |            |         |   |        |        |        |  |
|  | Tre Penne        | Tre Penne        | 3                | 4                | 7                |  |  |                  |                  |                  |           |   |            |            |            |         |   |        |        |        |  |

## Ottavi di finale
| Squadra 1                           | Totale | Squadra 2    | Andata | Ritorno |
| ----------------------------------- | ------ | ------------ | ------ | ------- |
| 28 settembre 2021 / 27 ottobre 2021 |        |              |        |         |
| Cosmos                              | 4 - 7  | Tre Penne    | 2 - 3  | 2 - 4   |
| Juvenes/Dogana                      | 1 - 4  | Pennarossa   | 0 - 2  | 1 - 2   |
| 29 settembre 2021 / 26 ottobre 2021 |        |              |        |         |
| Domagnano                           | 3 - 1  | San Giovanni | 2 - 1  | 1 - 0   |
| Fiorentino                          | 1 - 3  | Tre Fiori    | 1 - 1  | 0 - 2   |
| 29 settembre 2021 / 27 ottobre 2021 |        |              |        |         |
| Faetano                             | 2 - 0  | Cailungo     | 0 - 0  | 2 - 0   |
| Folgore                             | 6 - 2  | Libertas     | 1 - 1  | 5 - 1   |
| Virtus                              | 1 - 2  | Murata       | 1 - 2  | 0 - 0   |

## Quarti di finale
| Squadra 1                          | Totale | Squadra 2 | Andata | Ritorno |
| ---------------------------------- | ------ | --------- | ------ | ------- |
| 24 novembre 2021 / 8 dicembre 2021 |        |           |        |         |
| Domagnano                          | 3 - 2  | Tre Penne | 2 - 0  | 1 - 2   |
| Folgore                            | 2 - 1  | Murata    | 0 - 0  | 2 - 1   |
| La Fiorita                         | 4 - 0  | Faetano   | 3 - 0  | 1 - 0   |
| Pennarossa                         | 1 - 4  | Tre Fiori | 0 - 1  | 1 - 3   |

## Semifinali
| Squadra 1                       | Totale | Squadra 2 | Andata | Ritorno |
| ------------------------------- | ------ | --------- | ------ | ------- |
| 24 aprile 2022 / 27 aprile 2022 |        |           |        |         |
| La Fiorita                      | 3 - 5  | Tre Fiori | 0 - 3  | 3 - 2   |
| Folgore                         | 3 - 1  | Domagnano | 2 - 0  | 1 - 1   |

## Finale
| Arbitro: | Marco Avoni |

|                                              |           |            |
| D'Addario 5’ Dolcini 14’ De Falco 37’ (rig.) | Marcatori | 72’ Fedeli |